# أناستاسيا نازارينكو
أناستاسيا كونستانتينوفنا نازارينكو (الروسية: Анастасия Константиновна Назаренко ؛ من مواليد 17 يناير 1993) هي لاعبة جمباز إيقاعية روسية وهي بطلة الميدالية ذهبية دورة الألعاب الأولمبية الصيفية 2012 في حدث مجموعة شاملة مع أعضاء المجموعة الآخريات (أناستاسيا بليزنيوك، أوليانا دونسكوفا، كسينيا دودكينا، ألينا ماكارينكو، كارولينا سيفاستيانوفا) في لندن عام 2012، والميدالية الفضية الشاملة للمجموعة العالمية لعام 2011 والميدالية الذهبية الشاملة للمجموعة الأوروبية لعام 2010.

## روابط خارجية
- أناستاسيا نازارينكو على إنستغرام
- أناستاسيا نازارينكو في اللجنة الأولمبية الدولية
- Anastasiia Nazarenko في الاتحاد الدولي للجمباز